# UCI Continental Team 2013
Nel 2013 erano 154 le squadre ciclistiche classificate come UCI Continental Team.

## Squadre UCI Continental 2013

### Squadre dell'Africa
| Codice | Nome ufficiale      | Paese   |
| ------ | ------------------- | ------- |
| MVA    | Miche-Ville d'Alger | Algeria |
| VCS    | Velo Club Sovac     | Algeria |

### Squadre dell'America
| Codice | Nome ufficiale                              | Paese       |
| ------ | ------------------------------------------- | ----------- |
| BAP    | Buenos Aires Provincia                      | Argentina   |
| SLS    | San Luis Somos Todos                        | Argentina   |
| DAT    | Clube Dataro de Ciclismo                    | Brasile     |
| FUN    | Funvic Brasilinvest-São José dos Campos     | Brasile     |
| EKD    | Équipe Cycliste Ekoï-Devinci                | Canada      |
| GQC    | Équipe Garneau-Québecor                     | Canada      |
| CPT    | Clos de Pirque-Trek                         | Cile        |
| CO4    | 472-Colombia                                | Colombia    |
| COD    | Colombia Coldeportes                        | Colombia    |
| EPM    | EPM-UNE                                     | Colombia    |
| STF    | Start-Trigon Cycling Team                   | Paraguay    |
| 5HR    | 5 Hour Energy                               | Stati Uniti |
| BPC    | Bissell Cycling                             | Stati Uniti |
| BLS    | Bontrager Cycling Team                      | Stati Uniti |
| HSD    | Hincapie Sportswear Development Team        | Stati Uniti |
| JSH    | Jamis-Hagens Berman                         | Stati Uniti |
| JBC    | Jelly Belly presented by Kenda              | Stati Uniti |
| OPM    | Optum presented by Kelly Benefit Strategies | Stati Uniti |
| TMK    | Team SmartStop presented by Mountain Khakis | Stati Uniti |

### Squadre dell'Asia
| Codice | Nome ufficiale                                   | Paese         |
| ------ | ------------------------------------------------ | ------------- |
| CCN    | CCN Cycling Team                                 | Brunei        |
| SLY    | China 361° Cycling Team                          | Cina          |
| YDL    | China Hainan Yindongli Cycling                   | Cina          |
| JLC    | China Jilun Cycling Team                         | Cina          |
| GTC    | Gan Su Sports Lottery Cycling Team               | Cina          |
| HEN    | Hengxiang Cycling Team                           | Cina          |
| HBR    | Holy Brother Cycling Team                        | Cina          |
| MCT    | Malak Cycling Team                               | Cina          |
| HBR    | Max Success Sports                               | Cina          |
| TYD    | Qinghai Tianyoude Cycling Team                   | Cina          |
| GGC    | Geumsan Insam Cello                              | Corea del Sud |
| KSP    | KSPO                                             | Corea del Sud |
| SCT    | Seoul Cycling Team                               | Corea del Sud |
| LBC    | LBC-MVPSF Cycling Pilipinas                      | Filippine     |
| T7E    | Team 7 Eleven presented by Road Bike Philippines | Filippine     |
| AIS    | Aisan Racing Team                                | Giappone      |
| BGT    | Bridgestone Anchor                               | Giappone      |
| CPR    | C Project                                        | Giappone      |
| CRV    | Ciervo Nara Cycling Team                         | Giappone      |
| MTR    | Matrix Powertag                                  | Giappone      |
| SMN    | Shimano Racing Team                              | Giappone      |
| PPO    | Team Nippo-De Rosa                               | Giappone      |
| UKO    | Team Ukyo                                        | Giappone      |
| BLZ    | Utsunomiya Blitzen                               | Giappone      |
| IUA    | Azad University Giant Team                       | Iran          |
| TPT    | Tabriz Petrochemical Cycling Team                | Iran          |
| AS2    | Continental Team Astana                          | Kazakistan    |
| TSG    | Terengganu Cycling Team                          | Malaysia      |
| TSI    | OCBC Singapore Continental Cycling Team          | Singapore     |
| RTS    | RTS-Santic Racing Team                           | Taipei cinese |
| SMT    | Team Senter-Merida                               | Taipei cinese |
| VLR    | Team Velo Reality                                | Uzbekistan    |

### Squadre dell'Europa
| Codice | Nome ufficiale                     | Paese         |
| ------ | ---------------------------------- | ------------- |
| KTM    | ARBÖ Gebrüder Weiss-Oberndorfer    | Austria       |
| GMS    | Team Gourmetfein-Simplon           | Austria       |
| VBG    | Team Vorarlberg                    | Austria       |
| TIR    | Tirol Cycling Team                 | Austria       |
| WSA    | WSA                                | Austria       |
| BCP    | Synergy Baku Cycling Project       | Azerbaigian   |
| SKT    | An Post-ChainReaction              | Belgio        |
| BKP    | BKCP-Powerplus                     | Belgio        |
| CMD    | Colba-Superano Ham                 | Belgio        |
| CCB    | Color Code-Biowanze                | Belgio        |
| DOL    | Doltcini-Flanders                  | Belgio        |
| SUN    | Sunweb-Napoleon Games Cycling Team | Belgio        |
| PCW    | T.Palm-Pôle Continental Wallon     | Belgio        |
| MMM    | Team 3M                            | Belgio        |
| FID    | Telenet-Fidea                      | Belgio        |
| TWJ    | To Win-Josan Cycling Team          | Belgio        |
| JVC    | Ventilair-Steria Cycling Team      | Belgio        |
| WIL    | Verandas Willems                   | Belgio        |
| WBC    | Wallonie-Bruxelles                 | Belgio        |
| MKT    | Meridiana-Kamen Team               | Croazia       |
| BWC    | Blue Water Cycling                 | Danimarca     |
| CWO    | Christina Watches-Onfone           | Danimarca     |
| VPC    | Concordia Forsikring-Riwal         | Danimarca     |
| DKK    | Designa Køkken-Knudsgaard          | Danimarca     |
| JJR    | J.Jensen-Ramirent                  | Danimarca     |
| GLU    | Team Cult Energy                   | Danimarca     |
| TTF    | Team Trefor                        | Danimarca     |
| AUB    | BigMat-Auber 93                    | Francia       |
| LPM    | La Pomme Marseille                 | Francia       |
| RLM    | Roubaix-Lille Métropole            | Francia       |
| LKT    | LKT Team Brandenburg               | Germania      |
| TSP    | Nutrixxion-Abus                    | Germania      |
| RNR    | Rad-Net Rose Team                  | Germania      |
| TBJ    | Team Bergstrasse Jenatec           | Germania      |
| THF    | Team Heizomat                      | Germania      |
| NSP    | Team NSP-Ghost                     | Germania      |
| TRS    | Team Quantec-Indeland              | Germania      |
| STG    | Team Stölting                      | Germania      |
| TET    | Thüringer Energie Team             | Germania      |
| MGT    | Madison Genesis                    | Gran Bretagna |
| NGR    | Node 4-Giordana Racing             | Gran Bretagna |
| RCS    | Rapha Condor-JLT                   | Gran Bretagna |
| IGS    | Team IG-Sigma Sport                | Gran Bretagna |
| RAL    | Team Raleigh                       | Gran Bretagna |
| UKY    | Team UK Youth                      | Gran Bretagna |
| WOB    | Etcetera-Worldofbike               | Grecia        |
| TKT    | Kastro Team                        | Grecia        |
| SPT    | SP Tableware                       | Grecia        |
| PSN    | Polygon Sweet Nice                 | Irlanda       |
| CEF    | Ceramica Flaminia-Fondriest        | Italia        |
| ALB    | Alpha Baltic-Unitymarathons.com    | Lettonia      |
| RBD    | Rietumu-Delfin                     | Lettonia      |
| LET    | Leopard-Trek Continental Team      | Lussemburgo   |
| FRB    | Frøy-Bianchi                       | Norvegia      |
| TJM    | Joker-Merida                       | Norvegia      |
| OCM    | OneCo-Trek Cycling Team            | Norvegia      |
| KRA    | Ringeriks-Kraft Look               | Norvegia      |
| OHR    | Team Øster Hus-Ridley              | Norvegia      |
| TPB    | Team Plussbank                     | Norvegia      |
| RIJ    | Cyclingteam De Rijke-Shanks        | Paesi Bassi   |
| CJP    | Cyclingteam Jo Piels               | Paesi Bassi   |
| KOG    | Koga Cycling Team                  | Paesi Bassi   |
| MET    | Metec-TKH Continental Cyclingteam  | Paesi Bassi   |
| RB3    | Rabobank Development Team          | Paesi Bassi   |
| BGZ    | Bank BGŻ                           | Polonia       |
| BDC    | BDC-Marcpol Team                   | Polonia       |
| LAS    | Las Vegas Power Energy Drink       | Polonia       |
| CLG    | TC Chrobry Lasocki Głogów          | Polonia       |
| WIB    | Team Wibatech-Brzeg                | Polonia       |
| PRT    | Carmim-Tavira                      | Portogallo    |
| EFG    | Efapel-Glassdrive                  | Portogallo    |
| LAR    | LA Aluminios-Antarte               | Portogallo    |
| LDD    | Louletano-Dunas Douradas           | Portogallo    |
| OFM    | OFM-Quinta da Lixa                 | Portogallo    |
| BOA    | Radio Popular-Onda                 | Portogallo    |
| ASP    | AC Sparta Praha                    | Rep. Ceca     |
| ADP    | ASC Dukla Praha                    | Rep. Ceca     |
| BAU    | Bauknecht-Author                   | Rep. Ceca     |
| ETI    | Etixx-Ihned                        | Rep. Ceca     |
| EXP    | Experiment 23                      | Rep. Ceca     |
| SKC    | SKC Tufo Prostějov                 | Rep. Ceca     |
| TCT    | Tusnad Cycling Team                | Romania       |
| HCL    | Helicopters                        | Russia        |
| TIK    | Itera-Katusha                      | Russia        |
| LOK    | Lokosphinx                         | Russia        |
| DUK    | Dukla Trenčín Trek                 | Slovacchia    |
| ADR    | Adria Mobil                        | Slovenia      |
| RAR    | Radenska                           | Slovenia      |
| SAK    | Sava                               | Slovenia      |
| BUR    | Burgos BH-Castilla y León          | Spagna        |
| EUK    | Euskadi                            | Spagna        |
| FFU    | Firefighters Upsala CK             | Svezia        |
| PPY    | Team People4you-Unaas Cycling      | Svezia        |
| ARH    | Atlas Personal-Jakroo              | Svizzera      |
| TKS    | Torku Şekerspor                    | Turchia       |
| AMO    | Amore & Vita                       | Ucraina       |
| ISD    | ISD Continental Team               | Ucraina       |
| KLS    | Kolss Cycling Team                 | Ucraina       |
| UNA    | Utensilnord-Ora24.eu               | Ungheria      |

### Squadre dell'Oceania
| Codice | Nome ufficiale                      | Paese     |
| ------ | ----------------------------------- | --------- |
| DPC    | Drapac Cycling                      | Australia |
| HGP    | Huon Salmon-Genesys Wealth Advisers | Australia |
| BFL    | Team Budget Forklifts               | Australia |